# Uzel
Uzel – miejscowość i gmina we Francji, w regionie Bretania, w departamencie Côtes-d’Armor.
Według danych na rok 1990 gminę zamieszkiwały 943 osoby, a gęstość zaludnienia wynosiła 139 osób/km² (wśród 1269 gmin Bretanii Uzel plasuje się na 594. miejscu pod względem liczby ludności, natomiast pod względem powierzchni na miejscu 957.).